# 荒井乃梨子
荒井 乃梨子（あらい のりこ、1971年2月25日 - ）は日本の元キャンペーンガール、女優、タレント。東京都出身。私立八王子実践高等学校卒。本名は荒井伸子（あらいのぶこ）。血液型A型。　身長167cm。趣味は乗馬など。
1990年代後半から活動を停止していたが、2014年頃から芸能活動を再開している。

## 出演

### コンテスト
- 初代ミスANAスカイレディ（1989年）

### テレビドラマ
- 勝手にしやがれヘイ!ブラザー 第15話（1990年2月2日、日本テレビ） - かおる 役
- 刑事貴族 第3話「その時、標的は笑った」（1990年5月11日、日本テレビ） - 神戸ロケ 役
- 時効を待つ女〜信州・蛍橋 愛と殺意の子守歌（1990年）
- 世にも奇妙な物語〜冬の特別編。春の特別編（1991年、フジテレビ）
- もう誰も愛さない（1991年） - 戸川亜紀 役
- 大江戸捜査網II（1991年、テレビ東京）
- 映画みたいな恋したい  (1991年11月30日、テレビ東京）「レ・ミゼラブル」- 主演
- オバサンなんて呼ばないで!（1992年6月13日、NHK総合）
- パイナップルの彼方へ（1992年）
- 聖夜に逢いたい（1992年）
- 子供が寝たあとで （1992年、日本テレビ） - 藤森美菜 役
- 真夏の刑事（1992年、日本テレビ） - 倉田薫 役
- 突然離婚2（1993年）
- OLたちのざけんなヨ! 〜満員電車通勤地獄（1993年）
- 静かなるドン（1994年、日本テレビ） - 理江 役
- 星の金貨 第2話（1995年、日本テレビ）
- パパは保母さん（1995年、TBS）
- 名探偵保健室のオバさん（1997年、テレビ朝日）
- 京都祇園入り婿刑事事件簿2（1997年、フジテレビ）

### コマーシャル
- ANA「スカイレディ」（1989年）
- P&G「リジョイ」
- ニコン「眼鏡レンズ」
- ヤクルト「ジョア」（1990年）

### 映画
- 乙女物語 お嬢様危機イッパツ!（1990年）
- 孔雀王アシュラ伝説（1990年）
- 好きにならずにはいられない（1992年）
- ボディガード牙 修羅の黙示録（1993年）
- OL博徒 緋牡丹のお龍（1994年）
- 億万長者になった男。（1994年）
- 麻雀飛翔伝 哭きの竜（1995年）
- フィリピンロケ　ホラーファンタジー（2014年）

### Vシネマ
- ギャル・ザ・コップ お嬢さま刑事（1990年、日本ビデオ映画）

### イメージビデオ
- ふりむけばサンセット

### 写真集
- 「GO ON」（1989年）
- 「迷彩」（1991年）
- 「BODY DOUBLE」（1993年）

### その他
- 第四銀行 テレホンカード
- 一枚の写真（フジテレビ）